# Saint-Germain-le-Fouilloux
Saint-Germain-le-Fouilloux é uma comuna francesa na região administrativa da Pays de la Loire, no departamento de Mayenne. Estende-se por uma área de 15,48 km². Em 2010 a comuna tinha 1 204 habitantes (densidade: 77,8 hab./km²).